# Rincones de la Hacienda
Rincones de la Hacienda är en ort i Mexiko.   Den ligger i kommunen Tulancingo de Bravo och delstaten Hidalgo, i den sydöstra delen av landet, 110 km nordost om huvudstaden Mexico City. Rincones de la Hacienda ligger 2 148 meter över havet och antalet invånare är 2 967.
Terrängen runt Rincones de la Hacienda är kuperad åt sydväst, men åt nordost är den platt. Runt Rincones de la Hacienda är det tätbefolkat, med 476 invånare per kvadratkilometer. Närmaste större samhälle är Tulancingo, 5,7 km sydost om Rincones de la Hacienda. Omgivningarna runt Rincones de la Hacienda är en mosaik av jordbruksmark och naturlig växtlighet.